# George Kleinsinger
George Kleinsinger (San Bernardino, 13 februari 1914 – New York, 28 juli 1982) was een Amerikaanse componist en dirigent.

## Levensloop
Kleinsinger studeerde eerst aan de Universiteit van New York in New York en behaalde aldaar zijn Bachelor of Arts. Vervolgens studeerde hij privé muziek bij Philip James, Marion Bauer, Harrison Potter en Charles Haubiel. Hij studeerde muziek van 1938 tot 1940 aan de befaamde Juilliard School of Music in New York bij Frederick Jacobi en Bernard Wagenaar. Hij was muziekdirecteur bij de "Civilian Conservation Corps camps" en gedurende de Tweede Wereldoorlog muziekadviseur bij het United States Army 2nd Service Command (ASF). In 1946 werd hij lid van de American Society of Composers, Authors and Publishers (ASCAP).
Als componist schreef hij werken voor verschillende genres en werkte vooral met Paul Tripp en Joe Darion samen. 

## Composities

### Werken voor orkest
- 1943: - A Western Rhapsody, voor orkest
- 1945: - Tubby the Tuba, voor spreker en orkest - tekst: Paul Tripp
- 1946: - Street Corner Concerto - Three Moods of Manhattan, voor harmonica en orkest
- 1946: - Pee-Wee the piccolo, voor spreker en orkest - tekst: Paul Tripp
- 1953: - Concert, voor viool en orkest
- 1955: - Echoes of Archy, voor spreker en orkest - tekst: Joe Darion
- 1955: - Pan the Piper, voor spreker en orkest - tekst: Paul Wing
- 1956: - Tune and Workout - Variations on the folk song "Skip to my Lou", voor jeugdorkest
- 1964: - Concert, voor cello en orkest
- 1974: - Dance of the Sabras, voor orkest[2]
- - Adventures of a Zoo, voor spreker en orkest - tekst: Paul Tripp
- - Fantasy, voor viool en orkest
- - Joie de Vivre
- - Overture on American Folk Themes
- - Pantomime
- - Prelude, Lament and Jig, concert voor altviool en orkest - in memoriam Brendan Behan
- - Scherzo, voor orkest
- - Shabbat Shalom, voor zangstem en orkest
- - Symfonie nr. 1
- - The Toy Box, ballet suite voor spreker en orkest
- - Tubby the Tuba meets a Jazz Band
- - Victory Against Heaven
- - Westward Ho!

### Werken voor harmonieorkest
- 1951: - The Lollipop Tree, voor tweestemmig koor en harmonieorkest - tekst: Joe Darion
- 1952: - Tubby the Tuba, voor spreker en harmonieorkest - bewerkt door George F. Roach - tekst: Paul Tripp
- 1955: - Dude Ranch, voor harmonieorkest
- 1957: - Ode to Democracy, voor gemengd koor en harmonieorkest
- 1957: - Pan the Piper, voor spreker en harmonieorkest - tekst: Paul Wing
- 1958: - Symphony of Winds, voor spreker en harmonieorkest
- - Concert, voor 3 slagwerkers en harmonieorkest

### Muziektheater

#### Opera
| Voltooid in | titel                                     | aktes | première                                             | libretto                                                      |
| ----------- | ----------------------------------------- | ----- | ---------------------------------------------------- | ------------------------------------------------------------- |
| 1952        | Tommy Pitcher                             |       | 1952: - Stockbridge, Indian Hill Music Workshop      | Paul Tripp                                                    |
| 1954        | Archy and Mehitabel                       |       | 6 december 1954: - New York, New York City Town Hall | Joe Darion, gebaseerd op de dagbladen columns van Don Marquis |
| 1956        | The Tree that found Christmas, kerstopera |       |                                                      | Joe Darion, gebaseerd op een verhaal van Christopher Morley   |

#### Musicals
| Voltooid in | titel                    | uitvoeringen | première                                    | libretto                                                                    | verdere liedteksten | choreografie                   |
| ----------- | ------------------------ | ------------ | ------------------------------------------- | --------------------------------------------------------------------------- | ------------------- | ------------------------------ |
| 1942        | Of V We Sing             | 76           | 11 februari 1942: New York, Concert Theatre | Sam Locke, Mel Tolkin, Al Geto                                              |                     | Susanne Remos                  |
| 1955        | Jack and Homer the Horse |              |                                             | Paul Tripp                                                                  |                     |                                |
| 1957        | Shinbone Alley           | 49           | 13 april 1957: - New York, Broadway Theatre | Joe Darion en Mel Brooks, gebaseerd op de dagbladen columns van Don Marquis | Joe Darion          | Joe Alexander en Rod Alexander |

#### Toneelmuziek
- 1948: - Pancho goes to a Fiesta, voor spreker, zangstem(men) en piano - tekst: Paul Tripp en Beatrice Goldsmith Jacobson
- 1959: - The Story of Celeste - Tubby the tuba, kinderverhalen met muziek voor spreker en orkest - tekst: Paul Tripp
- - Life in a Diary of a Secretary - won de "National New Theatre Prize" - tekst: Alfred Hayes en Jay Williams

### Vocale muziek

#### Cantates
- 1941: - I hear America singing, cantate voor bariton, gemengd koor en piano - tekst: Walt Whitman
- 1942: - Farewell to a Hero, cantate voor bariton (of bas), gemengd koor en piano (of orkest) - tekst: gebaseerd op Walt Whitman's "Memories of President Lincoln"
- 1948: - The Brooklyn Baseball Cantata, een humoristische cantate voor solisten, gemengd koor (of mannenkoor) en piano - tekst: Michael Stratton, pseudoniem van Michael Siegelbaum

#### Werken voor koor
- 1942: - Absalom, my Son, voor alt (of bariton) en gemengd koor a capella - tekst: Beatrice Goldsmith Jacobson
- 1942: - O Molly!, voor gemengd koor met of zonder pianobegeleiding
- 1942: - There's a Man goin' roun' takin' Names, voor gemengd koor
- 1945: - Requiem for President Roosevelt, voor gemengd koor - tekst: Walt Whitman
- 1950: - Johnny Stranger, een muzikale legende voor unisono koor or gemengd koor - tekst: Paul Tripp
- 1974: - The Lollipop Tree, voor tweestemmig koor en piano - tekst: Joe Darion
- - The little star of Bethlehem, voor gemengd koor en orkest

#### Liederen
- 1940: - The Ballad of Abe Lincoln, voor middenstem en piano - tekst: Beatrice Goldsmith Jacobson
- 1942: - O Ship of State!, voor zangstem en piano - tekst: Henry Wadsworth Longfellow
- 1943: - Come lovely and soothing death, voor hoge zangstem en piano tekst: Walt Whitman
- 1943: - My Native Land, voor middenstem en piano - tekst: Lewis Allen
- 1947: - Young Pan America Sings - Twelve Good Neighbor Songs, voor zangstem en piano - tekst: Beatrice Goldsmith Jacobson
- 1953: - The Courtship of old Joe Clark, voor zangstem en piano
- 1957: - A Woman Wouldn't Be a Woman, voor zangstem en piano - tekst: Joe Darion
- 1958: - Happy instruments, 8 kinderliederen voor zangstem en piano - tekst: Paul Tripp
  1. Sliding Sam, the trombone man
  2. The country fiddle and the city violin
  3. Peewee, the piccolo song
  4. Jojo, the banjo
  5. The big bass fiddle
  6. The happy clarinet
  7. Two little hammers (Xylophone song)
  8. The noisy family (percussion)
- 1962: - The Silly Record, kinderliederen met orkestbegeleiding - tekst: gebaseerd op Stoo Hample "The Silly book"

### Kamermuziek
- 1936: - Strijkkwartet
- 1946: - Design for Woodwinds, voor blaassextet (dwarsfluit, hobo, 2 klarinetten, hoorn en fagot (of baritonsaxofoon)
- 1953: - Street corner concerto, voor klarinet (of altsaxofoon) en piano
- 1953: - Scherzo, voor viool en piano
- - Kwintet, voor klarinet, 2 violen, altviool en cello - première door Robert McGuiness (klarinet) en het Kroll Quartet in de Town Hall in New York
- - Sonatine, voor dwarsfluit, cello en piano

### Werken voor piano
- 1936: - Minuet in the modern manner
- 1942: - Menuet burlesque
- 1954: - A Day at the Zoo
- 1954: - Music for Young People

### Werken voor harp
- 1977: - Pavane for Seskia

### Werken voor accordeon
- 1963: - Prelude and Sarabande

### Filmmuziek
- 1947/1975: - Tubby the Tuba
- 1956: - Design for Dreaming
- 1964: - The Inheritance